# Aventurien
Aventurien ist ein fiktiver Kontinent auf der Fantasy-Welt „Dere“ und hauptsächlicher Handlungsort des Pen-&-Paper-Rollenspiels Das Schwarze Auge, der von dem Autor Ulrich Kiesow erfunden und entwickelt wurde. Vor der Veröffentlichung 1984 war „Aventuria“ als Titel des Rollenspiels geplant, da Aventurien den alleinigen Hintergrund der Spielwelt bildete. Erst 2000 wurde der Kontinent Myranor in das Rollenspielsystem eingeführt. Eine Besonderheit dieser Spielwelt besteht darin, dass sie nicht statisch angelegt ist, sondern seit der erstmaligen Beschreibung 1985 dynamisch und quasi „in Echtzeit“ durch verschiedenste Publikationen fortentwickelt wird. So beziehen sich die untenstehenden Länderbeschreibungen auf den „aktuellen“ Stand um ca. 1040 BF (aventurische Zeitrechnung), während die Erstbeschreibung um 998 BF angesiedelt ist.
Der Name „Aventurien“ leitet sich vom mittelhochdeutschen Wort „Âventiure“ ab, von dem das neuhochdeutsche Wort „Abenteuer“ stammt. „Âventiure“ bezeichnete im Artusroman seit Chrétien de Troyes ritterliche Bewährungsproben, Heldentaten und Abenteuer, denen sich der Protagonist zu stellen hatte. Meist ging es dabei um den Sieg über einen übermächtigen Gegner. Obwohl Aventurien nur etwa ein Viertel der Fläche Europas hat, finden sich dort alle auf der Erde bekannten Klimazonen sowie viele verschiedene Rollenspiel-Rassen und Kulturen. So gibt es neben den Menschen auch Elfen, Zwerge, Orks und viele andere. Das kulturelle Niveau der Menschen variiert zwischen Jungsteinzeit und Renaissance, angereichert durch viele phantastische Elemente.
Aventurien wird in allen Adaptionen von Das Schwarze Auge als Handlungswelt eingesetzt, neben dem klassischen Rollenspiel entsprechend auch in den DSA-Romanen (auch „Aventurien-Romane“), mehreren Brett- und Kartenspielen einschließlich dem Sammelkartenspiel Dark Force sowie zahlreichen Computerspielen.

## Geographie

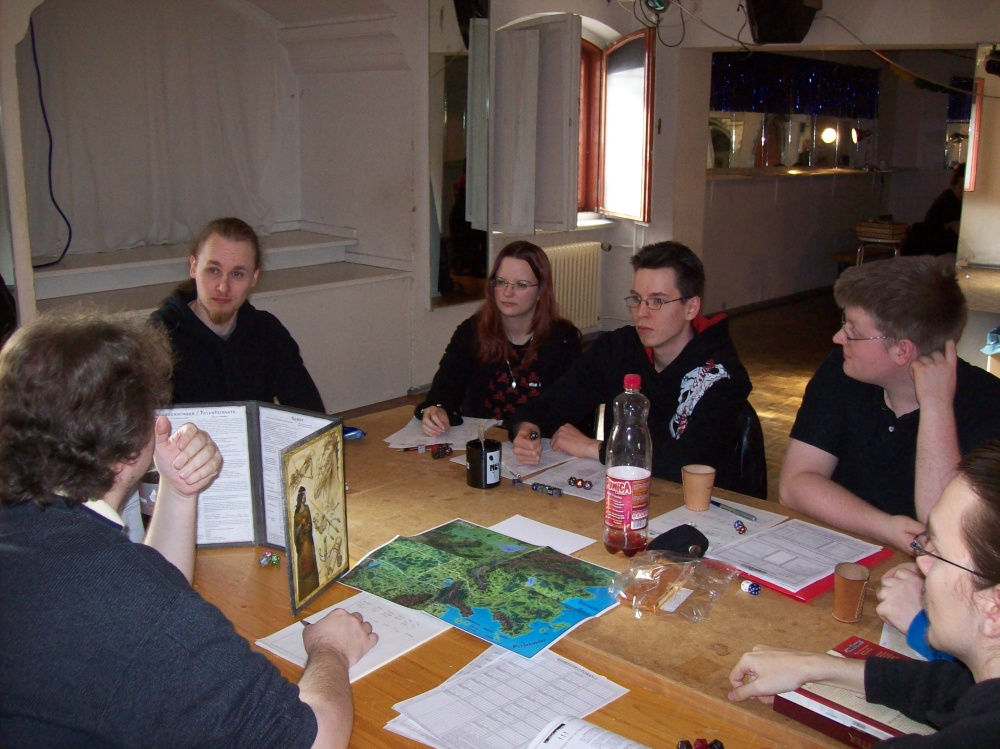
Auf dem Tisch eine Teilkarte Aventuriens

Aventurien liegt auf der Welt Dere (ein Anagramm von „Erde“), die zudem die Kontinente Myranor bzw. Güldenland im Westen, das Riesland im Osten und Uthuria im Süden beherbergt. Mit einer Nord-Süd-Ausdehnung von etwa 3000 aventurischen Meilen (entsprechen irdischen Kilometern) bei einer West-Ost-Ausdehnung von etwa 2000 Meilen ist Aventurien ein kleiner Kontinent.
Im Norden ist das Land von einer ewigen Eisdecke bedeckt, südlich davon erstrecken sich eine Tundra- und eine Taigaregion. In der Mitte des Kontinents liegen Gebiete, die klimatisch zwischen dem nördlichen Europa und den Subtropen variieren. Hier finden sich Kalkgebirge, Laub- und Mischwälder, Grasland, Nadelwälder, Sümpfe und Marschen sowie nördliche Nadelwälder. An die gemäßigten Klimagebiete schließt sich die Khôm-Wüste an. Hauptsächlich handelt es sich um eine Sandwüste, die an den Randgebieten oder in den Wüstengebirgen in Stein- und Geröllwüsten übergeht. Den östlich gelegenen Gebieten bescheren die warmen Winde und eine Anzahl an großen Strömen ein mildes Klima und fruchtbare Böden. Tropische Regenwälder bedecken den Süden Aventuriens sowie die Waldinseln und die östlich gelegene Insel Maraskan.
Einige kleinere geographische Ungereimtheiten sind mit dem allgemein hohen Magieniveau zu erklären, etwa die Konstanz der Inlandswinde an allen Küsten, die ein Verlassen des Kontinents und die Erforschung der Welt nahezu unmöglich macht, oder die Lage der größeren und kleineren Wüsten.

### Länder
Die Länder in Aventurien ähneln oft einem oder mehreren irdischen Ländern, Reichen und Regionen, wobei auch Beispiele verschiedener irdischer Epochen zusammengeführt wurden. Viele Länder zeichnen sich nicht durch eine politische, übergreifende Herrschaftsstruktur aus und können daher nur im weiteren Sinne als Staaten oder Länder aufgefasst werden (etwa das Elfenreich im Norden oder die Waldinseln im Süden).
Das größte Land ist das in der Mitte des Kontinents gelegene Neue Kaiserreich, im Volksmund Mittelreich genannt, ein Kaiserreich, welches im Verlauf der letzten Jahrzehnte wegen Orkenangriffen, Kämpfen um den Thron und der Rückkehr des Schwarzmagiers Borbarad starke Verluste an Einwohnern und Gebiet hinnehmen musste. Es ist feudal in Lehen aufgeteilt. Die westlichste Provinz ist das Fürstentum Albernia (angelehnt an Irland und England). Das Herzogtum Nordmarken ist die stärkste Provinz und lag mit den albernischen Nachbarn wegen deren Unabhängigkeitsbestrebungen im Konflikt. Die Markgrafschaft Windhag ist eine menschenleere, gebirgige Region. Das Fürstentum Kosch ist ein kleines, abgelegenes Land mit hohem zwergischem Bevölkerungsanteil. Das Fürstentum Almada (angelehnt an Spanien) ist eine reiche Provinz im Süden. Das Königreich Garetien ist die Zentralprovinz des Reiches, in dem sich die Hauptstadt Gareth befindet. Die Markgrafschaften Rommilyser Mark, Rabenmark, Warunk und Sonnenmark waren teilweise von den dämonischen Schwarzen Landen besetzt und stark umkämpft, Teile des Herzogtums Tobrien sind es (Stand 1040 BF) immer noch. Das durch seine Ritterschaft und einen hohen elfischen Bevölkerungsanteil geprägte Herzogtum Weiden liegt im Norden. Die Nachbarprovinz, die Markgrafschaft Greifenfurt, liegt nah am Orkland.
Die Gebietsverluste des Mittelreiches umfassten die Provinzen im Nordosten, wo sich mehrere Gefolgsleute Borbarads um die Herrschaft über die dem Mittelreich entrissenen Gebiete streiten. Diese werden als Schwarze Lande oder Heptarchien bezeichnet. Von diesen ist lediglich das Herzogtum Transysilien in Tobrien übrig geblieben.
Der größte Konkurrent des Mittelreiches ist das wiedererstarkende Horasreich (auch nach seinem Kerngebiet Liebliches Feld benannt) im Westen, welches Ausgangspunkt der güldenländischen Besiedlung Aventuriens war. Das Mittelreich entstand aus Provinzen des Bosparanischen Reiches, als dessen Erbe sich das Horasreich sieht, und musste sich vor langer Zeit seine Unabhängigkeit erkämpfen. Teil des Horasreiches sind die Zyklopeninseln (die dem mythischen Griechenland ähneln). Das Horasreich ist der fortschrittlichste Staat. Bezogen auf reale Entsprechungen repräsentiert es das Italien der Renaissance oder ein frühneuzeitliches Frankreich und soll gesellschaftlich-höfische und „Mantel-und-Degen“-Abenteuer ermöglichen. Darüber hinaus ist es in jüngerer Vergangenheit zur bedeutenden Kolonialmacht im Südmeer aufgestiegen.
Nördlich dieser beiden Länder liegen die rückständigen, miteinander verfeindeten Kleinkönigreiche Nostria und Andergast. Diese entsprechen – satirisch überspitzt – den historischen Königreichen Preußen (Nostria) und Bayern beziehungsweise dem Erzherzogtum Österreich (Andergast). Weiter im Norden liegt Thorwal, das Land der an Wikinger erinnernden Thorwaler, und inmitten mehrerer Gebirge das Orkland. Die Orks haben in den letzten Jahren den östlich angrenzenden Svelltschen Städtebund unterworfen; die angrenzenden Gebiete der an die Saami erinnernden nomadischen Nivesen im Norden und der in den Wäldern des Salamanderstein-Gebirges ansässigen Elfen sind weiterhin frei.
Hoch im Norden sind noch vereinzelte Walfänger- und Goldwäschersiedlungen anzutreffen, noch weiter nördlich sind die Insel Yetiland und im ewigen Eis nur noch die Eissiedlungen der Firnelfen zu finden. Im Nordosten liegen das inzwischen wieder freie Herzogtum Paavi und das Bornland, eine feudale Adelsrepublik, die ans spätmittelalterliche Osteuropa angelehnt wurde und dessen Hauptstadt eine Hochburg des bürgerlichen Kapitalismus ist.
Mit der zweiten noch bestehenden Heptarchie, der Fürstkomturei Maraskan hat das Shîkanydad von Sinoda auf der östlich des aventurischen Festlands gelegenen Insel Maraskan zu kämpfen. Das einstmals friedliche Perlenmeer ist durch dämonische Verseuchung zur Blutigen See geworden.
Das Mhaharanyat Aranien, auf dem Festland gegenüber Maraskan gelegen, ist ein teils an Indien angelehntes Reich mit tulamidischer (etwa: orientalischer) Bevölkerung und matriarchalischer Sozialstruktur. Südliche Nachbarn Araniens sind die tulamidischen Klein- und Mittelstaaten wie das Großfürstentum Khunchom oder das Sultanat Thalusa, die von orientalischem Charakter sind.
Der Süden des Kontinents steht im Gegensatz zwischen dem undurchdringlichen Dschungel und den sich ständig bekämpfenden Stadtstaaten. Metropole des Südens ist Al’Anfa, eine Sklavenhaltergesellschaft (angelehnt an das spanische Kolonialreich und das Römische Reich), die der Schwarzen Allianz vorsteht. Erbitterte Gegner sind das Königreich Brabak und das Káhet Ni Kemi mit seiner vom alten Ägypten inspirierten Kultur. Die südlichsten Gebiete sind die Waldinseln, die von Stammeskulturen bewohnt sind.
Zwischen dem Dschungel im Süden, dem Horas- und dem Mittelreich im Westen und Norden und Aranien sowie den tulamidischen Stadtstaaten im Osten liegt das Kalifat der Novadis, dessen Territorium hauptsächlich die Khômwüste umfasst. Jener Staat ist geprägt von der Religion des Eingottes Rastullah (inspiriert vom Islam und vom alttestamentlichen Judentum). Das ausgeprägte Patriarchat des Kalifats ist gleichsam der inneraventurische Gegenentwurf zur Gesellschaft Araniens.

### Völker

#### Menschen
In Aventurien sind Menschen das verbreitetste Volk. Es gibt verschiedene Kulturen. Die Mittelländer sind am zahlreichsten und leben vor allem im Mittelreich, im Horasreich, im Bornland, in Nostria und in Andergast. Sie stammen von Siedlern des Güldenlands ab. Die Thorwaler, ebenfalls Aussiedler aus dem Güldenland, sind von kräftiger Statur und großem Wuchs. Mit ihnen verwandt sind die barbarischen Gjalskerländer. Die im Südosten des Kontinents verbreiteten Tulamiden haben einen dunkleren Teint als Mittelländer und sind von kleinerer Statur sowie überwiegend dunkelhaarig. Die Nivesen sind im Norden verbreitet. Sie haben mandelförmige Augen und oft rote Haare. Sie leben als Nomaden, die mit ihren Tierherden durch die Taiga ziehen. Die Waldmenschen leben im Dschungel, als Sklaven in Al'Anfa und auf den Waldinseln. Sie haben bronzefarbene bis tiefschwarze Haut. Die barbarischen Trollzacker leben ausschließlich im Gebirge. Sie sind groß und stark, jedoch sehniger gebaut als die Thorwaler. Die Norbarden leben im Norden und sind oftmals reisende Händler.

#### Zwerge
Die etwa 40.000 Zwerge teilen sich in vier Völker auf. Die Erzzwerge leben in unterirdischen Hallen und sind am stärksten mit der Geschichte ihres Volkes verbunden. Sie bewohnen Xorlosch, die älteste Stadt der Zwerge. Die Ambosszwerge verkörpern das übliche Zwergenbild: Zäh, stark und kampflustig. Es finden sich in ihrer Geschichte viele ruhmreiche Schlachten gegen Orks und Drachen. Die Brillantzwerge gelten als die größten Künstler und Handwerker der Zwerge und reisen häufig. Zuletzt mussten sie ihre Heimat wegen des Angriffs Borbarads verlassen. Die an die Hobbits erinnernden Hügelzwerge sind friedliche Gesellen, sie wohnen in kleinen Hügelhäusern und leben zusammen mit den dort ansässigen Menschen. Oft halten Menschen die Hügelzwerge für ebenso grimmig und stark wie deren Verwandte, was den Zwergen einen Vorteil verschafft.

#### Elfen
Etwa 20.000 Elfen teilen sich in vier Völker auf: Die Auelfen sind die größte Gruppe und leben am längsten mit Menschen zusammen. Waldelfen haben sich in die Wälder um die Salamandersteine angesiedelt und meiden den Kontakt zu Menschen. Die Firnelfen leben im eisigen Norden und fristen ein karges Dasein. Die Steppenelfen bewohnen die Grüne Ebene, sind begnadete Reiter und leben gemeinsam mit ihren Pferden.

#### Goblins
Es gibt ca. 200.000 Goblins in Aventurien. Goblins leben in matriarchalischen Stammesgesellschaften, die von Schamaninnen angeführt werden. Aber es gibt auch viele, die ihre ursprüngliche Kultur aufgegeben haben und in Räuberbanden leben, teilweise auch mit Menschen zusammen. Menschen sehen Goblins als übel und lästig, wenn auch weniger bedrohlich als Orks.

#### Orks
Die etwa 120.000 Orks leben im Orkland und im Svelltschen Städtebund, manche aber auch als Räuberbanden in anderen Regionen. Sie sind kleiner als Menschen, sehr ausdauernd und stark. Sie haben Hauer und schwarzes Fell, weshalb sie auch von den Thorwalern „Schwarzpelze“ genannt werden. Sie leben in Stammesgesellschaften, die auf einem Kastensystem beruhen und Frauen als Gebärmaschinen betrachten. Sie sind eine ernstzunehmende Bedrohung für Menschen, Elfen und Zwerge.

#### Trolle
Trolle gibt es nur noch selten. Sie sind eine sehr alte Rasse mit eigener Sprache, werden vier Meter groß und leben oft im Gebirge. Sie werden hunderte Jahre alt. Trolle besitzen oft eine Sammelleidenschaft oder ein Verlangen nach Süßem. Wenn sie wütend werden, verfallen sie manchmal in eine wilde Raserei, aber im Allgemeinen sind sie friedlich und umgänglich.

#### Echsenmenschen
Die Echsenmenschen oder Achaz (bedeutet in etwa „ewiges Volk“) hatten in früheren Zeitaltern ein großes Reich, heutzutage leben sie nur in kleinen Stämmen in verschiedenen Teilen Aventuriens wie den Echsensümpfen, in den Regenwäldern, im Orkland, auf Maraskan und den Waldinseln. Nur einige wenige archaische Achaz bewahren noch Reste ihrer früheren Hochkultur wie ihre Religion und die Edelsteinmagie, die meisten sind auf ein primitiveres Niveau zurückgefallen.

#### Oger
Oger gelten als von niederen Instinkten getriebene Monster mit geringer Intelligenz, zeigen aber Ansätze einer primitiven Kultur und sind für Menschen äußerst übelriechend. Sie werden über 2,5 Meter groß und ernähren sich von Fleisch, bevorzugt Menschenfleisch. Oger leben alleine oder in kleinen Familien, die nahe der Zivilisation starker Verfolgung ausgesetzt sind. Orkschamanen halten sich oft einen Oger als Sklaven oder setzen sie als Kriegsoger in der Schlacht ein.

## Geschichte
Die Welt von Aventurien ist aus mythologischer Sicht in 13 Zeitalter unterteilt, wobei gegenwärtig die Zwischenzeit vor dem zwölften Zeitalter begonnen hat. Jedes steht unter der Herrschaft einer Rasse, Menschen und Orks kämpfen derzeit um die Vorherrschaft. Angeblich wird das 13. Zeitalter dem Namenlosen unterstehen und das Ende Aventuriens bedeuten.
Die gebräuchliche Zeitrechnung unterteilt das Jahr in zwölf Monate, jeder Monat umfasst 30 Tage. Benannt werden sie nach den Zwölfgöttern, das Jahr beginnt im Praios (entspricht Juli) und endet im Rahja. Die verbliebenen fünf Tage zwischen Rahja und Praios werden als die Namenlosen Tage bezeichnet und gelten als verflucht.
Die wichtigste Zeitrechnung Aventuriens zählt die Jahre nach „Bosparans Fall“ (BF), also der Zerstörung der damaligen Hauptstadt des bosparanischen Reiches, die etwas mehr als 1000 Jahre zurückliegt. Mit dieser Zeitrechnung konkurrierte die Zählung nach der Amtszeit der mittelreichischen Kaiser. Die gegenwärtig relevante Angabe basiert auf der Krönung von Kaiser Hal, das Jahr 1 Hal entsprach 994 BF. Aus Gründen der Vereinfachung wurde diese Zeitrechnung ab 36 Hal beendet. Weiter verwenden viele Kulturen eigene (teils deutlich weiter zurückreichende) Zeitrechnungen.

### Ältere Geschichte

#### Frühzeit
Über die ersten zehn Zeitalter ist wenig bekannt. Wichtige Ereignisse sind die beiden Drachenkriege zwischen den gottgleichen Drachen Famerlor und Pyrdacor, in die auch Elfen und Zwerge verwickelt sind.

#### Erste menschliche Besiedlung und das Alte Reich
Die menschliche Geschichte Aventuriens beginnt mit den Tulamiden, die um 2000 v.BF unter Rashtul al’Sheik die Echsenvölker vertreiben und mehrere Großreiche gründen. 1626 v.BF landen die Vorfahren der Thorwaler an der aventurischen Westküste. 1482 v.BF folgen die Vorfahren der Mittelländer, die um 950 v.BF das Bosparanische Reich gründen, nachdem durch den Efferdwall, eine göttliche Barriere, jeglicher Kontakt nach Myranor abgebrochen war. Nach steter Expansion folgt die Erste Dämonenschlacht (568 v.BF), bei der durch den Kaiser Fran-Horas gerufene Erzdämonen ein Blutbad anrichteten, und die die Dunklen Zeiten einläutet. 17 v.BF gelingt schließlich die Eroberung des Diamantenen Sultanats, des letzten Großreiches der Tulamiden. Bosparan befindet sich auf dem Höhepunkt seiner Macht. Die Ausrufung der Kaiserin Hela-Horas als „Herrscherin über alle Menschen und Götter“ führt zu einem Aufstand der westlichen Provinzen. In der Zweiten Dämonenschlacht (0 BF) versuchte Hela erneut, Erzdämonen gegen das Garether Bürgerheer unter Raul zu senden, was jedoch durch das Erscheinen von vier Göttern verhindert wird. Bosparan wird geschleift und Gareth wird unter Kaiser Raul Hauptstadt des Mittelreiches.

#### Das Neue Reich
Als der letzte der Klugen Kaiser stirbt, übernimmt die Praios-Kirche die Herrschaft über das inzwischen fast ganz Aventurien umspannende Mittelreich und begründet 335 BF die Dynastie der Priesterkaiser, die geprägt ist von religiösen Verfolgungen und in der der Zerfall des Reiches beginnt. 466 BF vertreibt der mächtige und weise Magier Rohal die Priesterkaiser und führt das Reich zu Frieden und Wohlstand. Nach mehr als einhundert scheinbar alterslosen Jahren der Herrschaft wachsen Unmut und Misstrauen, Rohal legt die Krone nieder und zieht in die Gorische Wüste, um dort Borbarad zu stellen. Beide Heere werden 590 BF vollkommen vernichtet. Nach Rohals Verschwinden streiten die Magier um sein Erbe und es kommt zu gewaltigen Kriegen bis 595 BF, woraufhin sich die drei Magiergilden bilden. Nachdem während der Almadander Dynastie sich viele Provinzen (Liebliches Feld, Bornland, Maraskan, Khôm, Al’Anfa und die Südprovinzen) abgespalten hatten, bricht 902 BF die kaiserlose Zeit an. Erst 933 BF geht als Sieger der grausame Perval von Gareth hervor. Seine Dynastie, die sich bis auf den Gründer des Mittelreichs zurückführen lässt, stellt bis heute den Kaiser.

### Neuere Geschichte

#### Regentschaft Kaiser Hals
Die ersten Jahre der Regierungszeit Kaiser Hals (ab 994 BF) werden durch politische Unruhen erschüttert. Bereits 995 BF kommt es auf dem zuvor von seinem Vater Reto eroberten Maraskan zu einem mehrmonatigen Aufstand, der nur unter schweren Verlusten beendet werden kann. Kurz darauf erklärt Aranien, die Kornkammer des Reiches, seine Unabhängigkeit. Drei Jahre später wird Reichskanzler Answin von Rabenmund eines Giftanschlages beschuldigt und durch Hal selbst verurteilt. Der 1002 BF vom Kaiser gedemütigte ehemalige Hofmagier Galotta unterwirft mittels Magie 1000 Oger, die das Herzogtum Tobrien plündern. Die Stadt Ysilia wird vernichtet, erst ein großes militärisches Aufgebot Hals kann 1003 BF in der Schlacht der 1000 Oger die Monster aufhalten. Der novadische Seeräuber El Harkir entführt 1008 BF den al’anfanischen Admiral Darion Paligan. Dieses Ereignis ist der Auslöser für den Khômkrieg zwischen Al’Anfa und dem Kalifat, der erst zwei Jahre später endet, nachdem die Novadis die Städte Unau und Mherwed zurückerobern konnten. Kaiser Hal verschwindet spurlos am 9. Phex 1010 BF, wodurch eine Krise ausgelöst wird. Sein Vetter Answin von Rabenmund ruft sich zum Kaiser aus (Answinkrise). Im Lieblichen Feld erklärt sich Königin Amene III. zur Horas-Kaiserin. Hals Sohn Brin muss gegen den Orkensturm kämpfen, der die Nordgrenze bedroht. Ein Jahr später gelingt es Raidri Conchobair, Cuano ui Bennain und Dexter Nemrod, Answin zu verhaften, ein Jahr darauf können die Orks vor Gareth geschlagen werden.

#### Borbaradkrise und Jahr des Feuers
Am 19. Ingerimm 1019 BF landen Borbarads Truppen an der Küste des Herzogtums Tobrien und beginnen einen Eroberungsfeldzug. Der Vormarsch kann zunächst am 23. Praios 1020 BF in der Schlacht auf den Vallusanischen Weiden unter großen Verlusten gestoppt werden. Den Sieg verdankt das Mittelreich seinen bornländischen Verbündeten, die an der Schlacht teilnahmen und mit ihren geflügelten Reitern die Wende brachten. Das Ende Borbarads kommt am 23. Ingerimm 1021 BF in der Dritten Dämonenschlacht. Vereinigte Streitkräfte der menschlichen Reiche und anderer aventurischer Kulturen schlagen eine Entscheidungsschlacht gegen die dämonischen Armeen Borbarads. Die Schlacht bringt militärisch kein klares Ergebnis, der Gruppe der Sieben Gezeichneten gelingt es aber, Borbarad ans Ende der Zeit zu verbannen. Die Erben Borbarads führen ihren Kampf gegen das Mittelreich fort. Im Jahr des Feuers (1027–1028 BF) gelingt es den Heptarchen Galotta und Rhazzazor in der Schlacht auf dem Mythraelsfeld, das mittelreichische Heer und die Stadt Wehrheim zu vernichten. In der Schlacht über Gareth stirbt Galotta. Seine fliegende Festung stürzt auf die Stadt und zerstört den größten Praios-Tempel und die kaiserliche Residenz. Schließlich fallen in der Drei-Kaiser-Schlacht Answin von Rabenmund und der wiedergekehrte Kaiser Hal. Das Mittelreich ist bevölkerungsmäßig, wirtschaftlich und territorial stark geschwächt. Im gleichen Jahr gelingt es Aranien, seine von Borbarads Erben besetzten und als Moghulat Oron bezeichneten Provinzen im 35-Tage-Krieg zurückzuerobern. Am 1. Praios 1029 BF wird Rohaja zur Kaiserin des Mittelreichs gekrönt, woraufhin am 15. Praios 1029 ihr Bruder Selindian Hal als Gegenkaiser des Mittelreiches in Almada ausgerufen wird.

#### Aktuelle Ereignisse
Mit dem Ende des albernischen Unabhängigkeitskrieges 1032 BF und dem Tod des Gegenkaisers 1034 BF erholt sich das wiedervereinigte Mittelreich langsam. Auch konnten in den Schwarzen Landen weite Gebiete (z. B. Warunk 1032 BF, Mendena und Südost-Tobrien 1039 BF) zurückerobert werden. Im Horasreich kommt es nach dem Tod Amene-Horas’ 1028 BF zum Thronfolgekrieg, an dessen Ende (1030 BF) sich die Konfliktparteien auf Khadan-Horas als neuen Kaiser einigen können. Welche Auswirkung der 1038 BF einsetzende Sternenfall hat, kann heute (1040 BF) noch nicht abgesehen werden.

## Religion

### Zwölfgötterglaube
In vielen Teilen Aventuriens herrscht der Glaube an den Pantheon der Zwölfgötter. Als Widersacher fungieren neben dem Gott ohne Namen die zwölf Erzdämonen. Diese repräsentieren meist Überspitzungen oder Umkehrungen der göttlichen Prinzipien, wie etwa die völlige Unterwerfung unter das Gesetz bei Praios’ Widersacher Tyakra'man. Auch werden in manchen Regionen Halbgötter und Heilige verehrt. Der Gläubige glaubt an das gesamte Pantheon, ehrt allerdings einen der Zwölf im Besonderen.

#### Praios
Praios ist der Gott des Lichts, göttlicher Richter und oberster Gott. Seine Attribute sind Recht, Ordnung, Wahrheit und Licht. Seine Herolde sind die Greifen, seine Blume ist die Sonnenblume und sein Sternzeichen der Greif. Die Sonne selbst wird auch als Praiosscheibe bezeichnet, der Praiostag entspricht dem irdischen Sonntag. Er wird größtenteils von Adligen verehrt. Praios wird in Tempeln und Schreinen meist als wohlgeformter, nackter Mann mit Greifenkopf dargestellt. Praios’ erzdämonischer Widerpart ist Tyakra’man (auch Blakharaz), der Herr der Rache, Gubernator von Kholak-Kai. Praios' irdisches Vorbild ist am ehesten Sol invictus.
Die Darstellung des Praios in den Regelwerken ist auch geprägt von Kritik an der abendländischen Kirchengeschichte. Auffällig ist, das Praios zwar Gott des Rechts und der Ordnung sein soll, aber nicht der Gerechtigkeit und Billigkeit. Er neigt zu drakonischen Strafen.

#### Rondra
Rondra ist die Göttin des Krieges, des ehrenhaften Zweikampfes, des Sturms, des Donners und Blitzes sowie der Tugend und Ehre. Das mit ihr assoziierte Tier ist die Löwin, ihre Blume ist die Schwertlilie und ihr Sternzeichen das Schwert. Rondra wird in Tempeln und Schreinen meist als junge Frau in der Rüstung einer Amazone oder als aufrecht stehende, brüllende Löwin dargestellt. Rondras erzdämonischer Widerpart ist Xarfai (auch Belhalhar), der jenseitige Mordbrenner und blutdürstige Zerstückler, Söldner der Niederhöllen, Heerführer der Legion von Yaq-Monnith. Interessanterweise werden die kämpferischen Aspekte bei DSA einer weiblichen Gottheit zugewiesen. Ebenso ist in weiten Teilen Aventurien die absolute Gleichberechtigung beider Geschlechter verbreitet. Rondras irdische Vorbilder sind Minerva und Pallas Athena.

#### Efferd
Efferd ist der Gott des Wassers, der Meere und des Windes. Efferd gilt als launenhaft und ebenso unstet wie die Meere selbst. Sein geheiligtes Tier und Sternzeichen ist der Delfin, der dementsprechend wie alle heiligen Tiere eines Zwölfgottes in Ländern des zwölfgöttlichen Glaubens nicht gejagt werden darf. In Tempeln und Schreinen wird er häufig als streng blickender, vollbärtiger Mann dargestellt, der einen dreigezackten Speer bei sich trägt. Efferds erzdämonischer Widerpart ist Charyptoroth, die unbarmherzige Ersäuferin und Herrin der nachtblauen Tiefen, die von Thorwalern mit der Seeschlange Hranngar identifiziert wird. Efferds irdisches Vorbild ist Poseidon.

#### Travia
Travia ist die Göttin der Gastfreundschaft, der Ehe und von Heim und Hof. Gastfreundschaft und Treue sind die Hauptmerkmale der sanften Göttin, deren heiliges Tier und Sternzeichen die Wildgans ist. Travia genießt aventurienweit starke Verehrung, insbesondere in den ländlicheren Gebieten. In vielen Städten kümmert sich die Priesterschaft der Travia um die Hilfsbedürftigen. Ihr erzdämonischer Widerpart ist Lolgramoth, der rastlose Zwietrachtsäer, Gebieter der Ghumai-Kal und Feind der Treue.

#### Boron
Boron ist der Gott des Schlafes, des Vergessens, der Träume, des Schweigens und des Todes. In den südlichen Staaten ist der Boronglaube die Staatskirche. Borons geheiligtes Tier und Sternzeichen ist der Rabe. Der Totenvogel Golgari trägt die Seelen der Verstorbenen über das Nirgendmeer in das Totenreich, der Rabe Bishdariel bringt sowohl gute Träume als auch Alpträume. Die Priester Borons verrichten die Totenbestattung, befassen sich mit der Deutung von Träumen und der Vernichtung untoter Existenzen. Borons erzdämonischer Widerpart ist Thargunitoth, die Präzentorin der heulenden Finsternis und Herrin über die Untoten. Borons irdisches Vorbild war Hades.

#### Hesinde
Hesinde ist die Göttin des Wissens, der Weisheit, der Kunst und der Magie. Entsprechend ähneln ihre Priester in ihrem Verhalten häufig Lehrern und Forschern. Ihr heiliges Tier und Sternzeichen ist die Schlange. Neben dem Erwerb von Wissen und neuen Erkenntnissen widmet die Hesindekirche herrenlosen magischen Artefakten ihr Augenmerk. Solche Artefakte werden in den Haupttempel gebracht und dem Zugriff der Allgemeinheit entzogen. Schon die Echsen des zehnten Zeitalters kannten eine weise und schlangenleibige Göttin namens H’Szint. Hesindes erzdämonischer Widerpart ist Amazeroth, der prächtige Blender, Herr des verbotenen Wissens und des Wahnsinns.

#### Firun
Firun ist der grimmige Gott des Elements Eis, des Winters und der Jagd. Sein Tier und Sternzeichen ist der Eisbär (auch Firunsbär genannt). Firuns erzdämonischer Widerpart ist Nagrach, der eisige Jäger, Verführer zur Gnadenlosigkeit der zur Jagd Verfallenen, Der-dessen-Pfeile-immer-treffen, Gebieter über das verfemte Eis.

#### Tsa
Tsa ist die Göttin des Lebens, des Friedens, des Wandels, der (Wieder-)Geburt und der Freiheit. Sie ist die jüngste der zwölf Geschwister und äußerst tolerant. Ihr Tier und Sternzeichen ist die Eidechse, die ihr heiligen Farben sind die des Regenbogens. Ihr Stein ist der vielfarbige Opal und ihre Pflanze der Kirschbaum. Tsas Gegenspieler ist Caljinaar, die Herzogin des wimmelnden Chaos, die vielfarbene, Herrin der Chimären.

#### Phex
Phex ist der Gott der Diebe und Händler. Seine Aspekte sind Freiheit, List, Humor, Nacht und Nebel. Das Tier und Sternzeichen des „Listigen“ ist der Fuchs. Seine Farben sind gold, grau oder türkis. Als einzige Priester der Zwölfgötter dürfen Phexgeweihte incognito arbeiten. Meist arbeiten die Priester in öffentlichen Tempeln, wo sie Verträge zwischen Händlern bezeugen, während die Priester des Diebesaspektes in „geheimen“ Tempeln arbeiten. Händler und Diebe opfern Phex Teile ihrer Gewinne, um sich seiner Gunst zu versichern. Phex’ Gegenspieler ist Zholvar, der gierige Feilscher und seelenfressende Vermehrer des blutbefleckten Goldes. Ihm werden Taten wie Raubmord und Betrug zugerechnet.

#### Peraine
Peraine ist die Göttin der Natur, der Landwirtschaft, der Heilkünste und des Elements Humus (entspricht dem pflanzlichen Aspekt des irdischen Elements Erde). Ihre Aspekte sind Fruchtbarkeit, Aufopferung, Hilfsbereitschaft und Arbeit. Das Tier und Sternzeichen der „Gütigen“ oder „Gebenden“ ist der Storch. Ihre Widersacherin ist Mishkhara, Herrin über Krankheiten und Siechtum.

#### Ingerimm/Angrosch
Ingerimm/Angrosch ist der Gott des Feuers, der Erzes (entspricht dem steinernen Aspekt von Erde) und der Handwerker. Seine Farben sind rot wie Feuer und schwarz wie Erz. Als einzigem Gott wird ihm kein Tier als Symbol zugeordnet, sondern Hammer und Amboss, welche auch als Sternbild dienen. Die Zwerge beten ihn als Angrosch an und sehen ihn als ihren Hauptgott. Im Glauben der Zwerge hat er sie als sein Volk geschaffen, damit sie die Schätze der Erde für ihn bewachen. Ingerimms Gegenspieler ist Widharcal, Schänder der Elemente, Knechter der Wildnis, Verderber des Handwerks und Fürst von Yol-Ghurmak.

#### Rahja
Rahja ist die Göttin des Rausches, des Weines und der (körperlichen) Liebe. Sie ist „die schöne Göttin“, ihre Aspekte sind Liebe, Lust, Rausch, Schönheit und Harmonie. Ihr Tier und Sternzeichen ist die Stute, ihre Farbe rot und ihre Pflanzen sind Rosen und wilder Wein. Ihre erzdämonische Widersacherin ist Belkelel, Herrin der blutigen Ekstase, vielgeschlechtliche Versucherin, Meisterin der schwarzfaulen Lust.

#### Los
Los ist der Allgott. Aus seinen im Kampf mit der Urriesin Sumu vergossenen Tränen entstanden die sieben Götter Praios, Rondra, Boron, Phex, Hesinde, Travia und Rahja, während die anderen fünf als Giganten und Kinder der Sumu gelten. Nach dem Kampf mit Sumu zog er sich zurück und ist nun das ordnende Prinzip. Er kettete Satinav an das Schiff der Zeit, als dieser versuchte, damit an den Beginn der Zeit zu reisen, um Sumu zu retten. Andere inneraventurische Quellen berichten, dass aus den ersten 13 Blutstropfen der Namenlose und die Zwölfgötter entstanden sind.

### Die Gegenspieler der Zwölfgötter

#### Der Namenlose
Nahezu alle Religionen Aventuriens kennen eine finstere Gottheit, die meist als „der Namenlose“ bekannt ist. Andere Namen sind „der Güldene“ oder „das Rattenkind“. Für den Verrat an der Schöpfung bestraften ihn seine zwölf Geschwister, indem sie ihn zwischen Schöpfung und Dämonen ketteten und seinen Namen Buchstabe für Buchstabe auslöschten. Sie wurden an verschiedenen Stellen der Welt verborgen, damit kein Sterblicher sie findet. In jedem Äon versucht der Namenlose, die herrschende Rasse zu verderben. Wo die Erzdämonen Chaos verbreiten, bringt der Namenlose Verderben aus freiem Willen, losgelöst von moralischer Vorstellung. Seine Priester haben einige der größten Katastrophen ausgelöst. Während die Erzdämonen versuchen, die Welt zu zerstören und in das Nichts zurückzuführen, fordert der Namenlose die Herrschaft über die Schöpfung und versucht sie in eine ihm genehme Form zu bringen. Deshalb ist er auch mit den Dämonen verfeindet. Die fünf Tage zwischen Jahresende (30. Rahja) und Jahresbeginn (1. Praios) heißen die Namenlosen Tage, sie stehen unter seiner Schirmherrschaft und sind von Unheil und Wahnsinn gekennzeichnet. Anstelle der heiligen Sternbilder steht im Zenit des Nachthimmels die Namenlose Sternenleere. Neugeborene Kinder sind vom Schicksal gezeichnet, in ihnen steckt eine finstere Seele, viele verfallen dem Namenlosen.

#### Die Erzdämonen
Im Zwölfgötterglauben existiert zu jedem der Zwölfgötter ein dämonisches Gegenstück, ein Erzdämon. Die Erzdämonen herrschen in einem Teilbereich der Niederhöllen. Dort wimmelt es vor minderen Dämonen, die ihrem Herren, dem Erzdämon, dienen. Die Macht und den Rang kann man an den Hörnern der Dämonen ablesen. Einige einzigartige, vielgehörnte Dämonen sind kaum weniger mächtig als ihre erzdämonischen Herren, wenige andere sind sogar gänzlich unabhängig oder haben eigene mindere Diener. Die wenig- oder ungehörnten Dämonen sind zumeist nicht einzigartig und entstammen der Seelenmühle, wo sie aus den Seelen der Verdammten entstanden. In den Schwarzen Landen ist die Verehrung der Erzdämonen durch Zwang an die Stelle der Zwölfgötterverehrung getreten.

#### Der Dämonensultan
„Der, dessen Namen man nicht nennt“ – der Dämonensultan ist ein angeblich den zwölf Erzdämonen übergeordneter Dämon. Es ist nicht bekannt, ob er überhaupt existiert, mit dem Namenlosen identisch ist, dessen Gegenspieler oder der Gegenspieler von Los ist. Eine andere Veröffentlichung setzt ihn mit dem Erzdämonen Blakharaz gleich. Möglicherweise ist er auch nur die Bezeichnung für ein übergeordnetes Prinzip. Jedoch wird berichtet, dass ein vielgehörnter Diener des Dämonensultans nach einem Beschwörungsfehler der Dunkelelfe Pardona diese in die Seelenmühle seines Meisters verschleppte, bis sie nach 1000 Jahren vom Namenlosen gerettet wurde, dem sie seither dient.

### Weitere Religionen
Die Nivesen glauben an die Himmelswölfe, bei den Norbarden herrscht ein hesindezentrierter Schlangenkult und die Verehrung der Halbgöttin des Fleißes und der Bienen, Mokoscha, die eine Tochter Hesindes ist, vor. Die Waldmenschen verehren den göttlichen Jaguar Kamaluq. Der All-Eine Rastullah ist Gott der Novadis, wohingegen die Maraskaner einem dualistischen Weltbild anhängen und die Zwillingsgötter Rur und Gror zu den höchsten Gottheiten erhoben haben. Des Weiteren gibt es den thorwalschen Glauben an Swafnir, den göttlichen Wal. Daneben existieren weitere Glaubensrichtungen bei den Naturvölkern der Gjalsker und Fjarninger, Ferkinas und Trollzacker sowie der Utulus und weitere lokale Kulte.
Eine Ausnahme stellen die Elfen dar, sie haben den Glauben an mächtige Götter aufgegeben und folgen nur zwei Prinzipien, wenn auch nicht in einer religiösen Weise: Nurti, das Prinzip des Entstehens, und Zerzal, das Prinzip des Vergehens. Sie bestreiten jedoch nicht die Existenz der Götter, sondern glauben daran, inspiriert durch ihre eigene tragische Geschichte und den Untergang ihrer Hochkultur, dass Götterverehrung nicht nur mehr Schaden als Nutzen bringt, sondern letztendlich in die eigene Vernichtung führt. Die Zwerge verehren Angrosch als ihren Schöpfer und Stammvater und bezeichnen sich als Angroschim. Die Orks kennen den stierköpfigen Kriegs- und Blutgott Brazoragh und den finsteren Toten- und Mondgott Tairach, denen viele Opfer dargebracht und Heldentaten gewidmet werden. Die Goblins huldigen Mailam Rekdai, einer Götzengestalt in Form einer Muttersau. Trolle, die sich als Abkömmlinge des Giganten Raschtul verstehen, verehren ebendiesen als ihren Stammvater. Das ausgeprägteste Götterpantheon besitzen die Echsenmenschen: Zu den wichtigsten Entitäten zählen die schlangenleibige H’Szint (ähnlich der zwölfgöttlichen Hesinde), die lebensspendende Z’sahh (ähnlich der zwölfgöttlichen Tsa), der blutrünstige K’r’tonchh und Ssad’Navv, der Herr der Zeit. In den Schwarzen Landen wird Borbarad verehrt.

## Magie
Es gibt über 200 bekannte Zaubersprüche, die verschieden starke und unterschiedlich feinsinnige Auswirkungen haben. Neben typischen Kampfzaubern gibt es die Beherrschung des Geistes von Menschen oder die Verwandlung von Lebewesen, Telekinese und Antimagie. Die Welt ist nicht ganz und gar durchzogen von Magie. Dennoch gibt es relativ viele Magiewirker, die von Alltagszaubereien, bis hin zu mächtigen Beschwörungen (zum Beispiel von Dämonen) reichen.
Die meisten Zauberer sind Magier, genauer Gildenmagier. Ausgebildet werden sie entweder in einer Akademie oder von einem privaten Lehrmeister. Die Magier haben sich den größten Kanon von Zauberformeln erarbeitet und betreiben wissenschaftliche Magie. Fast jeder Magier gehört einer der drei großen Gilden an. Die Weiße Gilde nimmt nur rechtschaffene Menschen auf und versucht ihr Wissen hesindegefällig zu nutzen. Die moderate Graue Gilde steht den Idealen Rohals nahe. Die Schwarze Gilde versucht, ihr Wissen zu mehren und ist dabei manchmal skrupellos. Magiedilettanten haben wenig Magie oder eine geringe Ausbildung. Oft entdecken sie ihre magischen Kräfte erst spät oder sind sich ihrer Kräfte nicht bewusst. Scharlatane sind Illusionisten und verdienen sich als Unterhalter oder auf Jahrmärkten ihren Lebensunterhalt; sie wirken dennoch echte Magie mit Astralenergie. Hexen sind der Natur zugetan. Sie besitzen meist einen Besen und ein Vertrautentier wie Katzen, Raben, Schlangen, Spinnen, Eulen oder Kröten. Sie wirken ihre Magie eher aus ihren Emotionen heraus und können Menschen verfluchen. Druiden verehren die Natur und kennen sich in der Elementarmagie wie auch in der Kräuterkunde aus.
Schelme sind Menschen, die von Kobolden aus der Wiege gestohlen und von ihnen aufgezogen wurden. Sie sind mit magiebegabten Narren vergleichbar, besitzen jedoch ein eigenes Humorverständnis und kennen weder Frust, Depressionen noch Stress. Ihre Zauber dienen nur der Unterhaltung oder dem Selbstschutz.
Geoden sind Zauberer der Zwerge. Sie nutzen ähnliche Magie wie Druiden und Hexen, haben sich meist einem Element verschrieben und folgen einer von zwei Richtungen. Die Diener Sumus sind Beschützer der Natur, während die Herren der Erde ihre magischen Kräfte nutzen, um die Natur ihrem Willen zu unterwerfen. Elfen sind von Natur aus Magieanwender, ihre Magie ist meistens naturverbunden, und sie beherrschen Zauberlieder.